# Oreoscopus gutturalis
Oreoscopus gutturalis là một loài chim trong họ Acanthizidae.